# Національні збори Белізу
Національні збори Белізу — двопалатний орган законодавчої влади в Белізі. Складається з Палати представників (31 місце) і Сенату (12 членів, які призначаються на 5 років).
Члени Палати представників обираються на загальних виборах відповідно до положень Закону про представництво народу в той час як члени Сенату призначаються Генерал-Губернатором.

## Прийняття законів

### Представлення та перше читання законопроєкту
Спочатку депутат, який відповідальний за законопроєкт, читає преамбулу та пояснює основний зміст проєкту. Після того, як спікер переконається, що законопроєкт представлений вперше, він передається в Постійний комітет і одночасно для друку в урядовій газеті. На цій стадії законопроєкт стає суспільнодоступний. Законопроєкт вважається неіснуючим доки він не опублікований.

### Постійний комітет
Після того, як законопроєкт відправлений в Постійний комітет, він має підготувати доповідь про проєкт зі своїми висновками та пропозиціями в межах 60 днів. Якщо комітет не представляє доповідь вчасно, Палата представників може одразу перейти до другого читання.

### Друге читання законопроєкту
При другому читанні встановлюються основні принципи законопроєкту. Під час цього до законопроєкту можуть бути внесені зміни. Після цього законопроєкт направляється в Комітет палати.

### Комітет палати
Віце-спікер є головою Комітету палати. Комітет може запропонувати свої поправки. Після цього законопроєкт направляється на третє читання.

### Третє читання
Депутат, який відповідальний за законопроєкт, доповідає про поправки запропоновані Комітетом палати або про відсутність таких. Якщо законопроєкт одобрюється Палатою представників він передається у Сенат

### Розгляд законопроєкту в Сенаті
Сенат розглядає законопроєкт в трьох читаннях за одне засідання. Якщо до нього внесені зміни, він направляється назад в Палату представників. Якщо законопроєкт прийнятий без змін, він напрявляється Генерал-Губернатору.

### Згода Генерал-Губернатора
Підпис Генерал-Губернатора і відбиток печатки є необхідними формальностями, які є заключними етапами в перетворенні законопроєкту в закон. Закон потім публікується в газеті.

## Члени Національних зборів

### Члени Сенату
Президент сенату — Лі Марк Чанг
| Об'єднана демократична партія                                                                | Народна об'єднана партія                     | Незалежні                                               |
| -------------------------------------------------------------------------------------------- | -------------------------------------------- | ------------------------------------------------------- |
| - Клара Барнетт - Стівен Данкан - Майкл Пейрефітт - Годвін Хулз - Макаріо Кой - Алдо Салазар | - Пол Томпсон - Еймон Куртенай - Валері Вудс | - Марк Лізаррага - Елена Сміт - Ешлі Рок - Османі Салас |

### Члени Палати представників
Спікер — Лаура Лонгсворт
| Об'єднана демократична партія | Народна об'єднана партія |
| --- | --- |
| - Дін Берроу - Гаспар Вега - Вілфрід Елрінгтон - Трейсі Тейгер-Пентон - Патрік Фейбер - Майкл Фіннеган - Ентоні Мартінес - Едмонд Кастро - Хосе Мануель Хередіа мл. - Беверлі Вільямс - Елодіо Арагон мл. - Омар Фігуруа - Ервін Контрерас - Рене Монтеро - Джон Салдівар - Х'юго Патт - Енджел Кампос - Пабло Марін - Франк Мена | - Джон Брісеньйо - Френсіс Фонсека - Карім Муса - Саїд Муса - Кордел Гайд - Хосе Маі - Юліус Еспат - Орландо Хабет - Флоренсіо Марін мл. - Родвелл Фергюсон - Оскар Реквіна - Майк Еспат |

## Булава Національних зборів
Булава Національних зборів Беліз зроблена з червоного дерева, яке росло протягом багатьох років на території Будинку уряду в місті Беліз і було вирване під час урагану 1931 року. Булава була представлена Законодавчій раді 18 січня 1952 сером Рональдом Гарві. На верхівці булави вирізані герби колонії і три головних події її історії: перше поселення 1638, битва Св. Георгія Кайе 1798 та утворення британської колонії 1871. На рукоятці викарбувані імена 6 районів Белізу: Корозал, Орандж Вок, Беліз, Кайо, Стен-Крік та Толедо. Булава була виготовлена в червні 1951.